# Microbiota vaginal

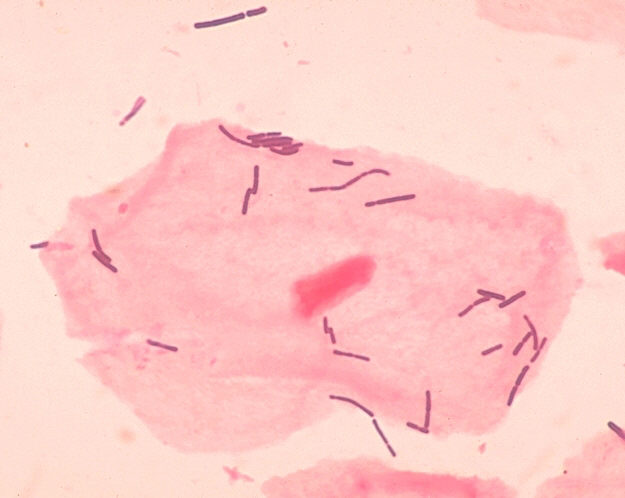
Lactobacilos y una célula escamosa vaginal.

La flora vaginal, la microbiota vaginal o el microbioma vaginal son los microorganismos que colonizan la vagina. Fueron descubiertos por el ginecólogo alemán Albert Döderlein en 1892 y son parte de la flora humana general. La cantidad y el tipo de bacterias presentes tienen implicaciones significativas para la salud general de una mujer. Los Lactobacillus son los microorganismos más frecuentemente aislado de la vagina humana sana, esto incluye Lactobacillus crispatus, Lactobacillus gasseri, Lactobacillus iners y Lactobacillus jensenii y se cree que el ácido láctico que producen protege contra la infección por especies patógenas.

## Lactobacilos
Las principales bacterias colonizadoras de un individuo sano son del género Lactobacillus. Desde la primera descripción de los lactobacilos por Döderlein, los lactobacilos se han considerado generalmente los guardianes del ecosistema vaginal. Se ha demostrado que los lactobacilos inhiben el crecimiento in vitro de microorganismos patógenos, por ejemplo,  Bacteroides fragilis, Escherichia coli, Gardnerella vaginalis, Mobiluncus spp., Neisseria gonorrhoeae, Peptostreptococcus anaerobius, P. bivia y Staphylococcus aureus. En general, se acepta que esto se logra principalmente a través de la acción del ácido láctico. Además, los lactobacilos normalmente ayudan a prevenir la colonización a largo plazo de la vagina al adherirse a las células epiteliales vaginales. Esto generalmente reduce la infección de patógenos en el epitelio vaginal.
Además de la producción de ácido láctico y la competencia por la adherencia, otros mecanismos antagónicos incluyen la producción de peróxido de hidrógeno (un antimicrobiano de amplio espectro) y bacteriocinas (antimicrobianos específicos del objetivo).

### La producción de ácido láctico

El glucógeno es la forma compleja de azúcar presente en el epitelio vaginal que se metaboliza en ácido láctico.

Generalmente se acepta que el pH bajo es el mecanismo principal que controla la composición de la microflora vaginal. Aunque el ácido láctico producido por los lactobacilos contribuye a la acidez vaginal, todavía no se ha demostrado que sea la fuente principal de pH vaginal bajo, pero el hecho es que la mayoría de los lactobacilos prosperan mejor a un pH <4.5.

### Peróxido de hidrógeno
La producción de peróxido de hidrógeno (H2O2) es un mecanismo bien conocido para el antagonismo bacteriano, inhibir el crecimiento de microorganismos a través de la interacción directa o mediante mieloperoxidasa humana. Se ha demostrado que los lactobacilos productores de peróxido de hidrógeno inactivan el VIH-1, el virus del herpes simple tipo 2 (HSV-2), Trichomonas vaginalis, G. vaginalis, P. bivia y E. coli. O'Hanlon y Baeten encontraron que el 96% de las especies de Lactobacillus a partir de un ecosistema vaginal sano produce H2O2 (L. jensenii y L. vaginalis produce los niveles más altos de H2O2), mientras que sólo el 6% de los lactobacilos se recuperó de las mujeres con vaginosis bacteriana (BV) produce H2O2. De acuerdo con esto, L. iners, más frecuentemente asociado con microflora vaginal perturbado, es un pobre productor de H2O2. La colonización vaginal por lactobacilos productores de H2O2 se ha asociado con una disminución en la aparición de BV. Sin embargo, O'Hanlon et al. demostraron que el fluido cervicovaginal y semen tienen una significativa actividad bloqueante de H2O2 bloqueante, también demostraron que las concentraciones fisiológicas de H2O2 por debajo de 100μM fallan para inactivar cualquiera de las 17 bacterias asociadas  a la BV, analizadas, por ejemplo A. vaginae, G. vaginalis, Mobiluncus spp., P. bivia, Prevotella corporis, Mycoplasma hominis, incluso en presencia de mieloperoxidasa humana, conocida para aumentar la actividad microbicida de H2O2. Solo las concentraciones suprafisiológicas de H2O2 exógeno (0.34% p/v, 100 mM) fueron suficientes para inactivar las bacterias asociadas a BV a cuya concentración inactivaba más potentemente los lactobacilos vaginales (L. crispatus, L. gasseri, L. iners y L . jensenii). Una concentración de H2O2 de100 mM es aproximadamente 50 veces mayor que la que los lactobacilos son capaces de producir incluso en condiciones óptimas aeróbicas, bajas en antioxidantes, y aproximadamente 5,000 veces mayor que la concentración estimada de H2O2 in vivo. Aún más notable, la adición de solo 1% de fluido vaginal bloqueó la actividad microbicida de 1 M de H2O2. Las posibles explicaciones pueden ser que el fluido cervicovaginal y el semen contienen proteínas, glicoproteínas, polisacáridos, lípidos y otras moléculas con el potencial de reaccionar con e inactivar el H2O2. Además, la vagina es hipóxica la mayor parte del tiempo, mientras que los lactobacilos requieren oxígeno para producir peróxido de hidrógeno. También es notable que la catalasa, que proporciona protección bacteriana contra el H2O2 tóxico, esté ausente en los lactobacilos, y, como tales, no estarían protegidos contra su propia producción de H2O2. Por el contrario, en condiciones óptimas de crecimiento anaeróbico, las concentraciones fisiológicas de ácido láctico inactivaron los patógenos asociados a la BV sin afectar los lactobacilos vaginales. En resumen, aunque la producción de peróxido de hidrógeno de los lactobacilos se ha considerado como un componente antimicrobiano importante, contribuyendo a la resistencia a la colonización proporcionado por los lactobacilos, y, aunque no parece haber una relación entre lactobacilos productores de H2O2 y microflora vaginal normal, los datos recientes no apoyan este papel para el H2O2.

### Bacteriocinas
Los lactobacilos vaginales producen péptidos antimicrobianos, es decir, bacteriocinas como la lactocina 160 y crispasina. con actividad inhibitoria que va desde estrechas (especies de Lactobacillus estrechamente relacionadas) hasta amplias (diversos grupos de bacterias, incluidas G. vaginalis y P. bivia), y sustancias similares a las bacteriocinas, con un espectro de actividad más amplio que las bacteriocinas (por ejemplo, un péptido resistente al calor producido por Lactobacillus salivarius subsp. salivarius CRL 1328). Varios estudios han indicado que la actividad de las bacteriocinas se ve favorecida por el bajo pH. 
Las sustancias inhibidoras producidas por el Lactobacillus vaginal son un factor primario en la protección de la microbiota vaginal, con ácidos orgánicos, bacteriocinas y peróxido de hidrógeno. Estos actúan sinérgicamente contra la infección por patógenos. No todos los Lactobacillus spp. y no todas las cepas dentro de una especie de Lactobacillus exhiben los 3 mecanismos. Las especies de Lactobacillus difieren en mujeres premenopáusicas, es decir L. crispatus, L. jensenii, L. iners, L. gasseri (y posiblemente L. vaginalis ), según lo evaluado a través de técnicas dependientes e independientes del cultivo. Se ha demostrado que los lactobacilos vaginales muestran un vaginotropismo pronunciado, y sus pili actúan como ligandos para la unión a los receptores de las células epiteliales vaginales. El número limitado de Lactobacillus spp. El hallazgo en la vagina humana es notable, lo que lleva a la posibilidad de que haya factores del huésped que seleccionan organismos específicos, que estas especies tienen características inusuales que les permiten colonizar con éxito la vagina, o ambas. Sin embargo, el vaginotropismo no solo se aplica a este grupo seleccionado de lactobacilos que representan una vagina sana, sino también a las especies bacterianas asociadas con la VB. La microbiota detectada en el genital humano y el intestino económico no parece crecer fuera de su huésped y es probable que dependa del contacto cercano entre los padres y sus hijos para la transmisión, por ejemplo, la transmisión materno-neonata de la microflora genital, muy probablemente también con microflora intestinal distribuida homogéneamente sobre el cuerpo del bebé, incluida la piel, la cavidad oral, la nasofaringe y las heces.

## Otra microbiota
La microbiota vaginal sana y normal que está dominada por lactobacilos puede diferir entre algunos grupos étnicos. Las especies vaginales no patógenas son parte de la microbiota normal de algunas mujeres. Varios estudios han demostrado que una proporción significativa (7–33%) de mujeres asintomáticas sanas (especialmente mujeres negras e hispanas) carecen de un número apreciable de especies de Lactobacillus en la vagina, y en cambio tienen una microbiota vaginal que consisten en otras bacterias productoras de ácido láctico, es decir, especies de los géneros Atopobium, Leptotrichia, Leuconostoc, Megasphaera, Pediococcus, Streptococcus y Weissella, Todas las poblaciones étnicas tienen comunidades de microflora vaginal que contienen bacterias productoras de ácido láctico. Esto implica que no todas las comunidades pueden ser igualmente resistentes, de modo que si la resistencia de una comunidad vaginal es baja, los cambios transitorios en la estructura de estas comunidades pueden ocurrir más fácilmente en respuesta a disturbios de diversos tipos, incluyendo menstruaciones, relaciones sexuales, duchas vaginales y prácticas anticonceptivas. Estas diferencias en la estructura y composición de las comunidades microbianas pueden ser la base de diferencias bien conocidas en la susceptibilidad de las mujeres en estos grupos raciales a BV y varias infecciones vaginales vaginal. Aunque la microflora vaginal puede verse alterada y otras especies producen ácido láctico, el pH vaginal y la producción de ácido establecen una microbiota vaginal normal. El pH disminuye aún más durante el embarazo.

## Otras especies bacterianas vaginales
Otras especies bacterianas se encuentran con frecuencia en la vagina, como los cocos Gram positivos: Atopobium vaginae, Peptostreptococcus spp., Staphylococcus spp., Streptococcus spp., Y Bacteroides spp., Fusobacterium spp., Gardnerella vaginalis, Mobiluncus, Prevotella spp. y organismos entéricos gramnegativos, como Escherichia coli. Micoplasma y Ureaplasma se encuentran con frecuencia en la vagina. Algunas de las bacterias anaerobias obligatorias y facultativas están asociadas con la BV.

## El embarazo
Se debate el efecto del uso de tampones en la flora vaginal, pero la aplicación de tampones parece no modificar significativamente el equilibrio de la presencia bacteriana.     embarazo altera la microbiota con una reducción en la diversidad de especies/géneros.

## La prevención de enfermedades
Un microbioma vaginal saludable ayuda a prevenir la vaginosis bacteriana, las infecciones por hongos y otros posibles problemas al mantener un pH ácido (<4.5) que es desfavorable para el crecimiento de patógenos comunes, como Gardnerella vaginalis. Los lactobacilos presentes en un microbioma vaginal saludable también ocupan el nicho ecológico que de otro modo estaría disponible para su explotación por organismos patógenos. Sin embargo, las bacterias dañinas o un desequilibrio en las bacterias (por factores como la menstruación, el embarazo, la práctica sexual, el uso incontrolado de antibióticos y las duchas vaginales) pueden provocar infecciones infecciones vaginales como la vaginosis bacteriana (BV), infecciones de transmisión sexual (ITS) o la candidiasis vulvovaginal (VVC).
La vaginosis bacteriana se asocia con la presencia de Gardnerella vaginalis y Peptostreptococcus anaerobius y una disminución en el número de especies de Lactobacillus que comprenden la microbiota vaginal sana.

## Investigación
Las investigaciones han encontrado que la presencia de bacterias dominadas por lactobacilos en la vagina se asocia con una menor incidencia de infecciones de transmisión sexual.